# 王敬弘
王裕之（361年—448年8月27日），字敬弘，琅邪臨沂人。東晉荊州刺史王廙曾孫。東晉及南朝宋官員，在宋官至尚書令，但為人不喜歡做官，喜愛山水，晚年長期隱居，屢獲召命也不願再度出仕。

## 生平
王敬弘年少就有高尚節操，歷任琅邪國左常侍及衞軍參軍，為琅邪王司馬德文僚屬。後轉任天門太守，又曾轉任安西將軍桓偉的長史、兼南平太守。後離職並住在作唐縣，桓玄掌政時和篡位後都屢屢徵召他，但王敬弘都沒聽命。
後來，劉裕任命敬弘為車騎從事中郎，隨後歷任徐州治中從事史、征西諮議參軍、中書侍郎、太尉從事中郎及吳興太守。又轉任侍中，並在義熙十一年（415年）劉裕攻打荊州刺史司馬休之時奉命出使慰勞軍隊，但其時通事令史潘尚在途中患病，敬弘就與潘尚同乘一艘船獨船回京，期間無人能知他們下落，遂被彈劾免官，但還未執行就遇大赦而復職。義熙十四年（418年），劉裕受封宋公，建宋國，敬弘任度支尚書，後遷太常。
永初元年（420年），劉裕篡晉，敬弘任宣訓衞尉，加散騎常侍。永初三年（422年）又轉任吏部尚書，仍加散騎常侍。元嘉元年（424年），宋文帝即位，以敬弘為散騎常侍、金紫光祿大夫，領江夏王師。元嘉三年（426年）任尚書僕射，六年（429年）又任尚書令，但敬弘辭讓並上表歸鄉，遂獲改授侍中、特進、左光祿大夫，並賜親信二十人。
元嘉十二年（435年），朝廷徵召王敬弘為太子少傅，敬弘至京上書陳讓，雖然文帝不允，但敬弘仍多次上書，不肯拜官。元嘉十六年（439年）又授左光祿大夫、開府儀同三司，敬弘又到京師上書請求收回成命，亦未拜官即東返。元嘉二十三年（446年）又再重授元嘉十六年的官職，敬弘亦辭讓。元嘉二十五年（448年），王敬弘去世，享年八十八歲贈以本官，後在宋順帝時獲賜諡號文貞。

## 性格特徵
- 王敬弘性格恬靜而喜歡遊山玩水，當天門太守時，時任荊州刺史的妻舅桓玄曾寫信請敬弘去見他，但到巴陵時就說：「靈寶來請我是為了和他姐姐團聚而已，我不要做桓家的入贅女婿。」於是就讓妻子另坐一船去江陵，自己不去。而敬弘讓妻子在桓玄那住了一年都沒去接，每當郡中沒大事都會肆意出遊，好幾日都不回府。另當劉道諮議參軍時與征西府主簿宗協飲醉酒並被檢舉失禮行為。後獲調任吳興太守時因舊居餘杭，十分高興。王敬則亦表現得不樂任官，如被授官時都會表現恭敬，但當去到他應當退任的時候就立即請求解職，劉裕見此亦不作干預。任尚書僕射時宋文帝曾經去聽訟案，並問敬弘有關疑難案件的意見，卻得不到回應。文帝還問左右：「為甚麼不為僕射給個審問記錄副本？」敬弘答：「臣看過了，我看不明白。」令文帝很不高興；文帝又曾問他為政得失，但敬弘答：「天下自有其規律法則，庶人不必議論。」。另劉裕先後讓敬弘任廬陵王師和祕書監，敬弘都先後推辭，元嘉十二年後亦兩度拒絕朝廷任命，堅持東歸。
- 王敬弘長得矮小，但坐起來卻端正莊重，桓玄稱他「彈棊八勢」。

## 逸事
- 王敬弘身邊常有兩個年老侍婢，穿青紋袴襦，戴絛和辮各五條作裝飾，並用紅粉化妝。曾經去何尚之家探望出嫁的女兒，但因何尚之不在而在其齋中躺著。後何尚之回來了，敬弘命二婢守著不讓何尚之進入，並要她們對尚之說：「我十分熱，沒法見面了，你可以暫時離去。」何尚之就去了其他房中。
- 王敬弘和兒孫們一年只見一兩次，見面還要擇日。兒子王恢之曾經特意請假去探望他，並和父親約好了日子，但時間到了卻見不到。恢之見假期快完要趕路回去了，遂乞求離去前親自告辭，但恢之聽命到閤前卻又見不到父親，只得在閤外拜別，哭著離開。王敬弘也未曾教過子孫學問，讓他們隨心所欲。有人曾問過他為甚麼這樣做，他就答：「丹朱不應該乏教育，甯越也沒聞過曾被人捶打。」

## 評價
- 劉義康：「王敬弘、王球之屬，竟何所堪！坐取富貴，復那可解！」[3]
- 姚察：「魏正始及晉之中朝，俗尚於玄虛，貴為放誕。尚書丞郎以上，簿領文案，不復經懷，皆成於令史。逮乎江左，此道彌扇。唯卞壼以臺閣之務，頗欲綜理，阮孚謂之曰：『卿常無閒暇，不乃勞乎？』宋代王敬弘身居端右，未嘗省牒，風流相尚，其流遂遠。睹白署空，是稱清貴；恪勤匪懈，終滯鄙俗。是使朝經廢於上，眾職隳於下，小人道長，抑此之由。嗚呼！傷風敗俗，而使何國禮之識理見譏薄俗者哉！」[4]
- 裴子野：「有其位無其言，君子恥之，王公之談，為不類矣。居官不事以敵為名，正始、元康之風，中原所敗也。縱而忽檢，致治難哉[5]。

## 家庭

### 祖父
- 王胡之，東晉司州刺史。

### 父
- 王茂之，東晉晉陵太守。

### 子女
- 王恢之，敬弘子，官至新安太守、中大夫。
- 王瓚之，恢之弟，官至吏部尚書，金紫光祿大夫。
- 王昇之，瓚之弟，都官尚書。
- 王氏，嫁何述之

### 孫
- 王秀之，瓚之子，仕宋、齊二朝，在齊官至輔國將軍、吳興太守，並專心打理王敬弘隱居的舍亭山。
- 王延之，昇之子，在宋官至尚左僕射，道成當政時與王僧虔保持中立。在齊官至鎮南將軍、江州刺史。

## 延伸阅读
[在维基数据编辑]
 《宋書·卷66》，出自沈约《宋书》
 《南史·卷24》，出自李延壽《南史》